# Espace Killy

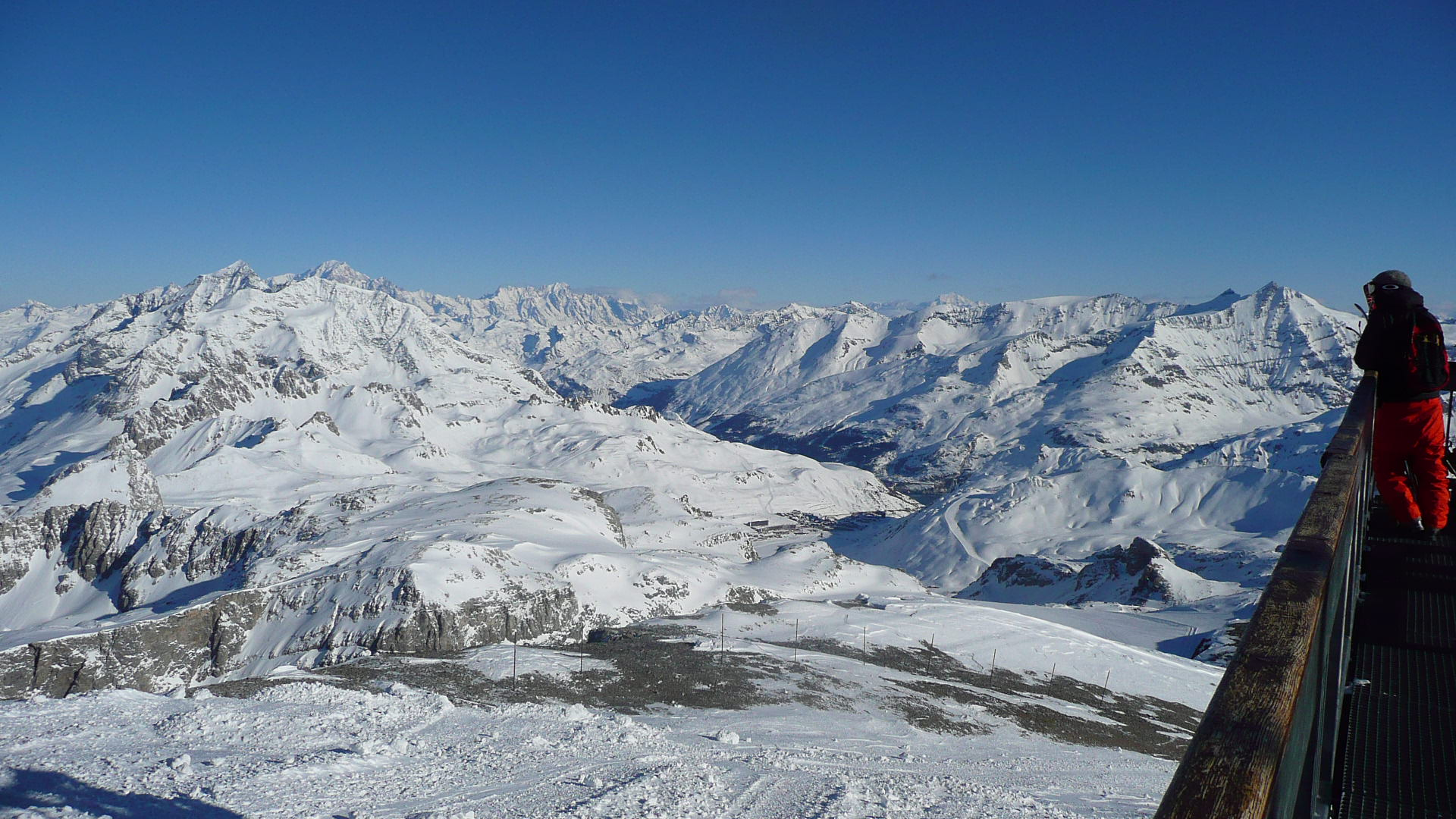
Espace Killy

Espace Killy is een Frans skigebied dat zich bevindt in de regio Savoie. De naam Espace Killy wordt niet veel gebruikt. De twee grootste skidorpen die het gebied omvat, Tignes en Val d'Isère, zijn equivalent als benaming voor het gehele gebied. Espace Killy is vernoemd naar de legendarische Franse skiër Jean-Claude Killy. Killy boekte belangrijke successen in het gebied en is nog altijd een belangrijke ambassadeur van het resort.

## Gegevens
- 198km blauwe piste
- 75km rode piste
- 27km zwarte piste
- 300km piste totaal
- 36 sleepliften
- 44 stoeltjesliften
- 4 kabelbanen
- 4 gondelliften
- 4 skitreinen
- 2 funparken
- hoogste punt 3456m

## Dorpen
- Tignes
- La Daille
- Val d'Isère